# Termessa zonophanes
The Double Yellow-patched Footman (Termessa zonophanes) là một loài bướm đêm thuộc phân họ Arctiinae, họ Erebidae. Nó được tìm thấy ở Lãnh thổ Thủ đô Úc, New South Wales, Queensland và Victoria.
Ấu trùng có thể ăn lichens.

## Hình ảnh

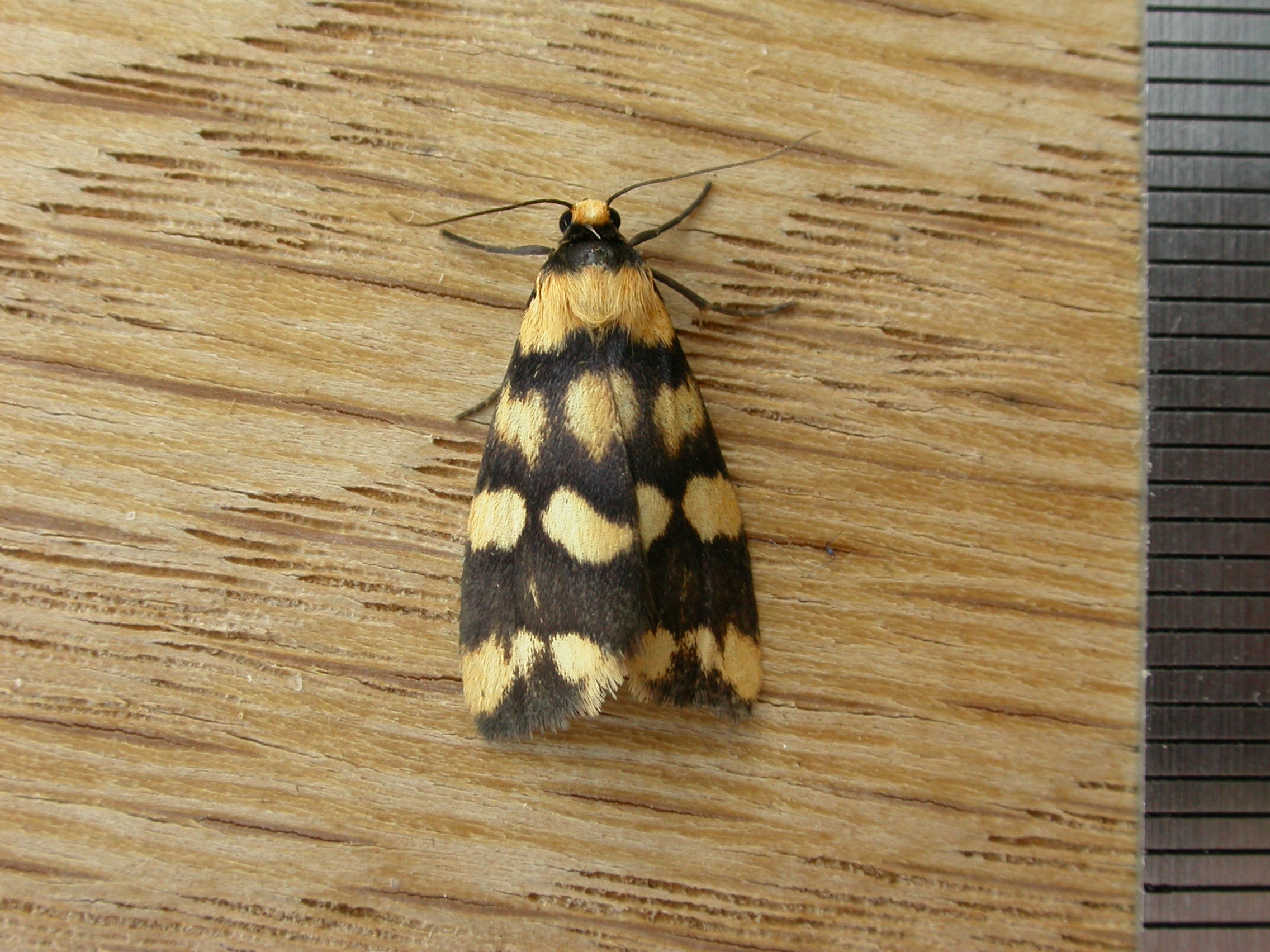